# Krasne, Sînelnîkove
Krasne (în ucraineană Красне) este un sat în comuna Zaițeve din raionul Sînelnîkove, regiunea Dnipropetrovsk, Ucraina.

## Demografie
Componența lingvistică a localității Krasne
     Ucraineană (94,51%)
     Rusă (5,49%)
Conform recensământului din 2001, majoritatea populației localității Krasne era vorbitoare de ucraineană (94,51%), existând în minoritate și vorbitori de rusă (5,49%).